# Marcipan
Marcipan (tal. marzapane) je tvrda slastica čiji su glavni sastojci šećer i mljeveni bademi.
Karakteristični okus daju gorki bademi, koji čine do 90 % ukupnog udjela badema po masi. Nekim vrstama marcipana se dodaje okus ružinom vodom. Sličan proizvod je persipan, gdje se umjesto badema koriste sjemenke breskve ili marelice.

## Povijest
Iako se vjeruje da marcipan potječe iz Perzije (Irana) i da su ga u Europu donijeli Turci, postoji spor oko Mađarske i Italije oko porijekla. Marcipan je postao specijalitet baltičkog dijela Njemačke. Osobito je grad Lübeck istaknut; proizvođači kao Niederegger još uvijek garantiraju da njihov marcipan sadrži udjel od dvije trećine badema (po masi), što daje sočan, svjetložuti proizvod. Oko 600. godine Perzijanci su otkrili na koji način mogu da stvore šećer. Arapi su prigrlili ovo umijeće i proširili "kulturu šećera" po Aziji. Najviše su ga voljeli mješati s bademima, stvorivši tako prvi marcipan na svijetu. Do 10. stoljeća marcipan se proširio po čitavom arapskom svijetu, a majstori su od njega često stvarali oblike riba i drugih životinja i začinjavali ga etarskim uljem kamforovog drveta. Al-Gozuli, pisac iz 15. stoljeća, spominjao je kalifa koji je naredio da se od marcipana napravi čitava džamija. U njoj su se molili siromašni, a posle molitve bi je malo glocnuli, tek da se okrijepe.

## U drugim projektima Wikimedije
|  | Zajednički poslužitelj ima još gradiva o temi marcipan |